# Brechtse Heide
De Brechtse Heide is een beschermd landschap en ankerplaats in de Antwerpse gemeente Brecht met ook delen in de gemeenten Schilde, Malle en Zoersel.
Het gebied heeft een oppervlakte van ongeveer 1700 ha en is in wezen een heide-ontginningsgebied met centraal er in gelegen de Abdij Onze Lieve Vrouw van Nazareth. Hier is een vlak landbouwgebied van ongeveer 30 meter hoogte met een grootste hoogte van ongeveer 32 meter, en het wordt omringd door bossen en natuurreservaten als Kooldries-Hoofsweer en Marbeleven.
Feitelijk betreft het een oost-west gerichte cuesta die tevens de waterscheiding vormt tussen de bekkens van de Schelde en, in het noorden, de Maas. De zuidelijke cuestarand, aan de zuidkant van het gebied, toont een vrij steile helling van 18 naar 25 meter. In het algemeen kent het gebied een vrij ondiepe zandlaag, gelegen op klei. Vanouds lagen er tal van vennen en ook vindt men er enkele bovenlopen van beken.
Vanaf de 11e eeuw was er wel sprake van enige landbouw in het gebied, waarbij de heide gebruikt werd als leverancier van schapenmest.
De heide-ontginningen vonden vooral plaats na 1772, toen keizerin Maria Theresia de aanplant van dennenbossen verordonneerde. Deze ontstonden vooral aan de westrand van het gebied, later ook in het zuiden. Door de abdij, die in 1947 werd gesticht, werden ook de centraal gelegen delen van het gebied ontgonnen. Vennen werden ontwaterd en opgehoogd.
Aan de noordkant werd, van 1864-1873, het Kanaal Dessel-Turnhout-Schoten gegraven met als doel om de omliggende gronden vruchtbaarder te maken. Langs dit kanaal ontstond baksteenindustrie met kleiafgravingen. Van 1897-1925 gebruikte de stad Antwerpen een deel van het noordelijke gebied om stadsmest op te brengen.
Door de gevarieerde geschiedenis en de diverse activiteiten is er een landschap ontstaan met tal van verschillende biotopen. Er komen vele vogelsoorten voor en ook de flora van de heiderestanten en diverse natte gebieden is van belang.
Het gebied is vrij toegankelijk.